# Britta Selling

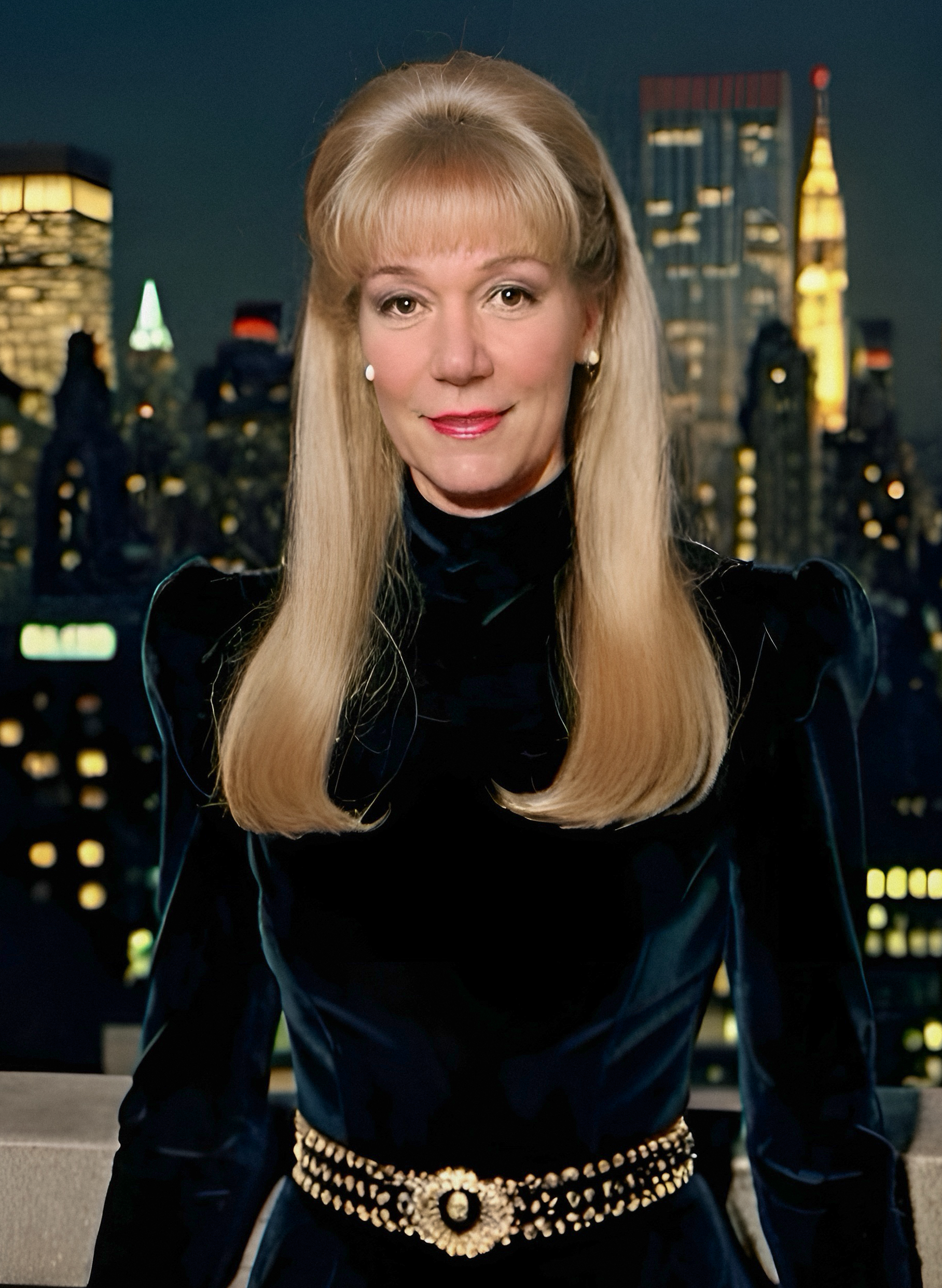
Portrait der Schauspielerin Britta Selling während Dreharbeiten

Britta Selling (* 8. Dezember 1966 in Concordia) ist eine deutsche Schauspielerin, die vor allem in Produktionen des Regisseurs Eric Dean Hordes auftritt.

## Leben
Britta Selling wuchs in Uruguay auf. Neben einer klassischen Ballettausbildung nahm sie privaten Schauspielunterricht bei dem uruguayischen Theaterregisseur Eduardo Espuma, der früh ihr komödiantisches Talent entdeckte und sie dem Intendanten des uruguayischen Staatsfernsehen empfahl. In den 1980er Jahren war Selling festes Ensemble-Mitglied der Fernsehsendung „Decalegrón“. Nach ihrer Zeit im Fernsehen zog Selling nach Europa und lernte in Berlin den Regisseur Eric Dean Hordes kennen, in dessen Filmproduktionen sie seither als Schauspielerin und Moderatorin vertreten ist.
Seit 2024 ist sie in mehreren Musikvideos von Eric Hah als Tänzerin und Charakterdarstellerin prominent vertreten.

## Filmografie (Auswahl)
- 2019: Trolls World – Voll vertrollt!
- 2019: Patchwork Gangsta
- 2013: Lichtschiffe über Europa
- 2012: Weltuntergangspremiere
- 2012: Der Gründer
- 1986–1998: Decalegrón

## Musikvideos (Auswahl)
- 2024: Eric Hah: Graf Drakula
- 2025: Eric Hah: Schwarze Ivana